# 熊日
熊日（Hong Iat，1990年－），澳門居民，因涉非法入侵美國公司電腦系統盜取商業機密及進行內幕交易，遭美國當局通緝，他於香港被捕後，美國提出引渡要求，惟遭香港特區政府拒絕，並將其移交予中國大陸。是自1997年香港主權移交以來，特區政府當局首次拒絕美方移交逃犯要求。

## 簡歷
根據控方於美國法庭呈堂的被告人身分證明文件副本，熊日於1990年在廣東出生，後移居澳門，被捕前任職於「珠海愛家智能系統有限公司」。

## 入侵電腦系統
根據美國法庭文件，涉案被告除熊日外，另有兩名中國籍男子，分別為澳門居民熊戰（Hung Chin，熊日父親）及中國大陸居民鄭博（Zheng Bo）。
案情指，熊日等三人曾大約於2014年4月至2015年年底，入侵美國紐約多間律師行電腦系統，非法取得多項非公開的上市公司收購意向的機密資料，並利用此等資料進行內幕交易，總獲利超過400萬美元。

### 入侵律師行
其中一間位於紐約的律師行伺服器於大約2014年7月遭熊日等非法入侵，三人取得多項公司併購意向的敏感消息，同時亦於該律師行伺服器安裝惡意軟件，三人得以盜取該律師行員工發送的電郵內容。
熊日等人利用有關資料，於2014年8月初利用美國證券戶口，買入7,500股製藥廠Intermune股票。至8月13日，一份財經報紙報導Intermune藥廠的併購意向，消息刺激股價上升5美元（9%），而熊日等人利用內幕消息，再增購1,000股Intermune股票，及於18日至21日間再增購多9,500股。
8月25日，Intermune公布公司將為瑞士製藥廠羅氏所收購，消息刺激股價上升19美元（約40%），熊日等人其後將月初購得的18,000股Intermune股票賣出，獲利近380,000美元。
2015年2月，熊日等三人從該律師行伺服器偷取有關晶片公司英特爾對Altera的收購意向資料，並於2月至3月間買進20多萬股Altera股票。至3月27日，一份財經報紙報導有關英特爾洽談收購Altera，消息刺激Altera股價上升9美元（約26%）。三人於4月10日至13日間賣出所有Altera股票，獲利近140萬美元。英特爾最後於6月2日公布收購Altera。
熊日等人於2015年4月左右入侵另一間位於紐約的律師行伺服器，安裝惡意程式，盜取有關上市公司併購等敏感消息。三人得悉Pitney Bowes有意收購Borderfree，遂於4月29日至5月5日之間分批買入Borderfree股票，合共113,000股。5月6日有關收購消息正式公開，當日Borderfree股價上升7美元（約105%），三人將Borderfree股票全數賣出，獲利達841,000美元。

### 其他內幕交易
除Intermune、Altera及Borderfree併購消息外，熊日等三人亦涉入侵其他律師行伺服器，取得最少10宗可能併購的敏感消息，並利用有關消息進行內幕交易，總獲利超過400萬美元。

### 盜取機械人技術
在2014年8月至2015年3月間，美國一間機械人公司電腦系統曾多次遭熊日等人攻擊，導致最少一封含一款智能吸塵機的專利及機密設計資料落入三人手中。

## 被捕
美國證券交易委員會及聯邦調查局對事件展開調查，包括凍結有關戶口，在香港證監會及其他執法機關協助下，熊日於2016年12月25日在入境香港時被捕，美國證交會亦於12月27日入稟紐約南區地方法院，控告熊日、熊戰及鄭博三人內幕交易、欺詐、入侵電腦等13項控罪。一旦罪名成立，他們均面臨最高20年監禁。
美國亦按照香港法例第503章《逃犯條例》及第503F章《逃犯(美利堅合眾國)令》，向特區政府提出引渡要求。特區政府於2017年1月4日向法庭申請引渡令。
紐約南區地方法院於2017年5月7日作出默認判決，三名被告及另一名作為接濟被告的女子黎素晶（Sou Cheng Lai，熊日母親）需交出透過違法行為所得的利益，另須繳交利息及罰款，合共889萬美元。
熊日在被捕後一直還柙，在引渡令申請後，於2017年2月至10月間一共進行七次提堂。但至10月20日後，香港法庭再無更新有關案件的紀錄。

## 移交中國大陸
美國國務院在2018年5月29日發表的《香港政策法》年度報告有關移交逃犯的段落中，提到行政長官於2017年10月在中國大陸中央政府指示下，把一名原擬引渡美國的逃犯移交予中國當局，以配合中國方面的刑事調查，是自1997年以來的首次。中國當局並未就事件提供任何有關資料。
香港傳媒透過翻查及對比資料，指出特區政府拒絕美國引渡要求的逃犯為澳門人熊日。

### 特區政府回應
行政長官辦公室於5月31日就拒絕移交逃犯予美國一事上發表聲明，稱不宜公開討論個別事件，並否認美方報告所述指特區政府是在北京當局指示下拒絕美國要求，謂美方報告有關的表述「不確」，同時在附件中列出可拒絕移交逃犯的多種情況；而在回應美方指特區政府將熊日移交予中國當局看管一事上，則指特區政府「從沒有向內地移交逃犯」。
保安局局長李家超於7月4日在立法會會上回應議員鄭松泰有關提問時，指香港在最近10年的66次逃犯引渡要求中，香港方面一共交出23名逃犯，不移交的有5名，並指出行政長官在移交逃犯前，會先徵詢律政司意見，如個案涉國防、外交及重大公眾利益時，雙方均可拒絕向對方交人。

### 外界評論
民主黨立法會議員涂謹申認為，特首似乎行使權力，以拒向法庭申請引渡的形式，拒絕美國要求，並指出事件有多種可能性。因中港兩地之間並無引渡協議，故事件有可能屬非正式引渡，強調特區政府有責任向港人及國際社會交代拒絕美國引渡要求的實際情況。又認為假如該疑犯在中國所干犯的罪行比在美國所干犯的嚴重，而中國當局亦向特區政府提供資料，要求縮短或取消簽證有效期，特區政府亦可在中國方面容許下，將資料交予美方，解釋為何要拒絕將疑犯引渡美國。
前保安局局長、新民黨立法會議員葉劉淑儀在回應傳媒提問時指，若事件牽涉到國家安全和重要利益，則任何一方均可拒絕把逃犯引渡予對方。
時事評論員劉銳紹認為，如果將疑犯引渡予美國，美方會否向疑犯追問大量有關中國的情報及機密，導致中國自身利益受損，亦為中國方面搶先美國一步，把疑犯「搶走」的可能因素之一。

## 後續發展
在2019年3月21日美國國務院發表的《香港政策法》年度報告有關移交逃犯的段落中，提到中國大陸當局仍未就熊日涉及中國的案件提供任何資料。
隨著美中關係因《港區國安法》等問題持續惡化，美國國務院於2020年8月宣布，暫停與香港執行移交逃犯協定，而特區政府亦於8月20日宣布，暫停港美移交逃犯及刑事司法協助協定。意味將來熊日再度踏足香港，特區政府將不會按美國要求進行拘捕及交人。